# Valentin Antov
Valentin Ivajlov Antov (in bulgaro Валентин Ивайлов Антов?; Sofia, 9 novembre 2000) è un calciatore bulgaro, difensore del Monza e della nazionale bulgara.

## Biografia
L'ex calciatore Anatoli Nankov è suo zio.

## Caratteristiche tecniche
È un difensore centrale con un passato da centrocampista centrale dotato di una buona tecnica di base, una discreta fisicità che lo rende bravo nel gioco aereo e un buon senso della posizione.
Abile sia in marcatura che in fase d’impostazione, facilita lo sviluppo del gioco della sua squadra, risultando una sorta di regista difensivo.
Di carattere grintoso, nonostante sia di piede destro sa disimpegnarsi sufficientemente bene anche con il sinistro.

## Carriera

### Club

#### CSKA Sofia
Cresciuto nel settore giovanile del CSKA Sofia, he esordito in prima squadra a 14 anni, 9 mesi e 10 giorni il 19 agosto 2015 nella sfida di coppa di Bulgaria contro il Sofia 2010, giocando gli ultimi 25 minuti con la fascia di capitano: in questo modo è diventato sia il più giovane esordiente che il più giovane capitano nella storia del club. Ha debuttato in Prima Lega il 14 aprile 2018 nell'incontro di vinto 5-1 contro il Vereja.
Segna il suo primo gol in prima squadra il 7 agosto 2020 nel corso della prima giornata di campionato 2020-2021 (in cui è diventato capitano del club) nel match pareggiato 2-2 contro il CSKA 1948.

#### Prestito al Bologna e Monza
Il 1º febbraio 2021 passa al Bologna in prestito oneroso a 500.000 euro con obbligo di riscatto fissato a tre milioni di euro in caso di permanenza in Serie A dei rossoblù. Debutta con i felsinei (oltre che in Serie A) il 3 marzo seguente in occasione della sconfitta per 1-0 contro il Cagliari.
A fine stagione, dopo avere trovato poco spazio con i felsinei, non viene riscattato dal club.
Il 27 agosto 2021 viene ceduto in prestito con obbligo di riscatto al Monza in Serie B.
Milita per due anni nelle file brianzoli, il secondo dei quali in Serie A, in cui ha trovato poco spazio.

#### Prestito alla Cremonese
Il 31 agosto 2023 viene ceduto in prestito alla Cremonese. Il 14 gennaio 2024 segna il suo primo gol con i grigiorossi, nonché primo in Italia, decisivo per il successo contro il Cosenza.
Il 13 luglio 2024 viene confermato il prestito anche per la stagione 2024-2025.

### Nazionale
Il 25 marzo 2019 ha esordito con la nazionale bulgara in occasione del match di qualificazione per gli Europei 2020 pareggiato 1-1 contro il Kosovo, sostituendo Georgi Kostadinov all'80' minuto di gioco.
Il 23 settembre 2022 realizza la sua prima rete con la Bulgaria nel successo per 5-1 in Nations League contro Gibilterra.
Il 2 settembre 2024 viene annunciata la sua convocazione per la UEFA Nations League 2024-2025.

## Statistiche

### Presenze e reti nei club
Statistiche aggiornate al 4 giugno 2025.
| Stagione          | Squadra           | Campionato        | Campionato | Campionato | Coppe nazionali | Coppe nazionali | Coppe nazionali | Coppe continentali | Coppe continentali | Coppe continentali | Altre coppe | Altre coppe | Altre coppe | Totale | Totale |
| Stagione          | Squadra           | Comp              | Pres       | Reti       | Comp            | Pres            | Reti            | Comp               | Pres               | Reti               | Comp        | Pres        | Reti        | Pres   | Reti   |
| ----------------- | ----------------- | ----------------- | ---------- | ---------- | --------------- | --------------- | --------------- | ------------------ | ------------------ | ------------------ | ----------- | ----------- | ----------- | ------ | ------ |
| 2017-2018         | CSKA Sofia        | A-PFG             | 4          | 0          | CB              | 0               | 0               | -                  | -                  | -                  | -           | -           | -           | 4      | 0      |
| 2018-2019         | CSKA Sofia        | A-PFG             | 18         | 0          | CB              | 3               | 0               | UEL                | 5                  | 0                  | -           | -           | -           | 26     | 0      |
| 2019-2020         | CSKA Sofia        | A-PFG             | 17         | 1          | CB              | 6               | 0               | UEL                | 2                  | 0                  | -           | -           | -           | 25     | 1      |
| 2020-feb. 2021    | CSKA Sofia        | A-PFG             | 16         | 2          | CB              | 0               | 0               | UEL                | 10                 | 0                  | -           | -           | -           | 26     | 2      |
| feb.-giu. 2021    | Bologna           | A                 | 5          | 0          | CI              | -               | -               | -                  | -                  | -                  | -           | -           | -           | 5      | 0      |
| giu.-ago. 2021    | CSKA Sofia        | A-PFG             | 1          | 0          | CB              | -               | -               | UECL               | 6                  | 0                  | SB          | 1           | 0           | 8      | 0      |
| Totale CSKA Sofia | Totale CSKA Sofia | Totale CSKA Sofia | 56         | 3          |                 | 9               | 0               |                    | 23                 | 0                  |             | 1           | 0           | 89     | 3      |
| 2021-2022         | Monza             | B                 | 6+1        | 0          | CI              | -               | -               | -                  | -                  | -                  | -           | -           | -           | 7      | 0      |
| 2022-2023         | Monza             | A                 | 9          | 0          | CI              | 3               | 0               | -                  | -                  | -                  | -           | -           | -           | 12     | 0      |
| Totale Monza      | Totale Monza      | Totale Monza      | 15+1       | 0          |                 | 3               | 0               |                    | -                  | -                  |             | -           | -           | 19     | 0      |
| 2023-2024         | Cremonese         | B                 | 31+4       | 1          | CI              | 1               | 0               | -                  | -                  | -                  | -           | -           | -           | 36     | 1      |
| 2024-2025         | Cremonese         | B                 | 31+1       | 1          | CI              | 2               | 0               | -                  | -                  | -                  | -           | -           | -           | 34     | 1      |
| Totale Cremonese  | Totale Cremonese  | Totale Cremonese  | 62 + 5     | 2          |                 | 3               | 0               |                    | -                  | -                  |             | -           | -           | 70     | 1      |
| Totale carriera   | Totale carriera   | Totale carriera   | 145        | 5          |                 | 15              | 0               |                    | 23                 | 0                  |             | -           | -           | 183    | 5      |

### Cronologia presenze e reti in nazionale
| Cronologia completa delle presenze e delle reti in nazionale ― Bulgaria | Cronologia completa delle presenze e delle reti in nazionale ― Bulgaria | Cronologia completa delle presenze e delle reti in nazionale ― Bulgaria | Cronologia completa delle presenze e delle reti in nazionale ― Bulgaria | Cronologia completa delle presenze e delle reti in nazionale ― Bulgaria | Cronologia completa delle presenze e delle reti in nazionale ― Bulgaria | Cronologia completa delle presenze e delle reti in nazionale ― Bulgaria | Cronologia completa delle presenze e delle reti in nazionale ― Bulgaria |
| Data                                                                    | Città                                                                   | In casa                                                                 | Risultato                                                               | Ospiti                                                                  | Competizione                                                            | Reti                                                                    | Note                                                                    |
| ----------------------------------------------------------------------- | ----------------------------------------------------------------------- | ----------------------------------------------------------------------- | ----------------------------------------------------------------------- | ----------------------------------------------------------------------- | ----------------------------------------------------------------------- | ----------------------------------------------------------------------- | ----------------------------------------------------------------------- |
| 25-3-2019                                                               | Pristina                                                                | Kosovo                                                                  | 1 – 1                                                                   | Bulgaria                                                                | Qual. Euro 2020                                                         | -                                                                       | 80’ 86’                                                                 |
| 26-2-2020                                                               | Sofia                                                                   | Bulgaria                                                                | 0 – 1                                                                   | Bielorussia                                                             | Amichevole                                                              | -                                                                       | 77’                                                                     |
| 11-11-2020                                                              | Sofia                                                                   | Bulgaria                                                                | 3 – 0                                                                   | Gibilterra                                                              | Amichevole                                                              | -                                                                       |                                                                         |
| 28-3-2021                                                               | Sofia                                                                   | Bulgaria                                                                | 0 – 2                                                                   | Italia                                                                  | Qual. Mondiali 2022                                                     | -                                                                       |                                                                         |
| 31-3-2021                                                               | Belfast                                                                 | Irlanda del Nord                                                        | 0 – 0                                                                   | Bulgaria                                                                | Qual. Mondiali 2022                                                     | -                                                                       | 45+2’                                                                   |
| 1-6-2021                                                                | Ried im Innkreis                                                        | Slovacchia                                                              | 1 – 1                                                                   | Bulgaria                                                                | Amichevole                                                              | -                                                                       |                                                                         |
| 5-6-2021                                                                | Mosca                                                                   | Russia                                                                  | 1 – 0                                                                   | Bulgaria                                                                | Amichevole                                                              | -                                                                       |                                                                         |
| 8-6-2021                                                                | Saint-Denis                                                             | Francia                                                                 | 3 – 0                                                                   | Bulgaria                                                                | Amichevole                                                              | -                                                                       |                                                                         |
| 2-9-2021                                                                | Firenze                                                                 | Italia                                                                  | 1 – 1                                                                   | Bulgaria                                                                | Qual. Mondiali 2022                                                     | -                                                                       |                                                                         |
| 5-9-2021                                                                | Sofia                                                                   | Bulgaria                                                                | 1 – 0                                                                   | Lituania                                                                | Qual. Mondiali 2022                                                     | -                                                                       |                                                                         |
| 9-10-2021                                                               | Vilnius                                                                 | Lituania                                                                | 3 – 1                                                                   | Bulgaria                                                                | Qual. Mondiali 2022                                                     | -                                                                       | 29’                                                                     |
| 23-9-2022                                                               | Razgrad                                                                 | Bulgaria                                                                | 5 – 1                                                                   | Gibilterra                                                              | UEFA Nations League 2022-2023 - 1º turno                                | 1                                                                       |                                                                         |
| 26-9-2022                                                               | Skopje                                                                  | Macedonia del Nord                                                      | 0 – 1                                                                   | Bulgaria                                                                | UEFA Nations League 2022-2023 - 1º turno                                | -                                                                       |                                                                         |
| 16-11-2022                                                              | Larnaca                                                                 | Cipro                                                                   | 0 – 2                                                                   | Bulgaria                                                                | Amichevole                                                              | -                                                                       | 69’                                                                     |
| 20-11-2022                                                              | Lussemburgo                                                             | Lussemburgo                                                             | 0 – 0                                                                   | Bulgaria                                                                | Amichevole                                                              | -                                                                       | 41’ 74’                                                                 |
| 24-3-2023                                                               | Sofia                                                                   | Bulgaria                                                                | 0 – 1                                                                   | Montenegro                                                              | Qual. Euro 2024                                                         | -                                                                       |                                                                         |
| 27-3-2023                                                               | Budapest                                                                | Ungheria                                                                | 3 – 0                                                                   | Bulgaria                                                                | Qual. Euro 2024                                                         | -                                                                       |                                                                         |
| 17-6-2023                                                               | Kaunas                                                                  | Lituania                                                                | 1 – 1                                                                   | Bulgaria                                                                | Qual. Euro 2024                                                         | -                                                                       |                                                                         |
| 20-6-2023                                                               | Razgrad                                                                 | Bulgaria                                                                | 1 – 1                                                                   | Serbia                                                                  | Qual. Euro 2024                                                         | -                                                                       |                                                                         |
| 7-9-2023                                                                | Plovdiv                                                                 | Bulgaria                                                                | 0 – 1                                                                   | Iran                                                                    | Amichevole                                                              | -                                                                       | 59’                                                                     |
| 10-9-2023                                                               | Podgorica                                                               | Montenegro                                                              | 2 – 1                                                                   | Bulgaria                                                                | Qual. Euro 2024                                                         | -                                                                       |                                                                         |
| 14-10-2023                                                              | Sofia                                                                   | Bulgaria                                                                | 0 – 2                                                                   | Lituania                                                                | Qual. Euro 2024                                                         | -                                                                       | 8’ 46’                                                                  |
| 17-10-2023                                                              | Tirana                                                                  | Albania                                                                 | 2 – 0                                                                   | Bulgaria                                                                | Amichevole                                                              | -                                                                       | 46’                                                                     |
| 16-11-2023                                                              | Sofia                                                                   | Bulgaria                                                                | 2 – 2                                                                   | Ungheria                                                                | Qual. Euro 2024                                                         | -                                                                       | 8’, 36’                                                                 |
| 22-3-2024                                                               | Baku                                                                    | Tanzania                                                                | 0 – 1                                                                   | Bulgaria                                                                | Amichevole                                                              | -                                                                       |                                                                         |
| 25-3-2024                                                               | Baku                                                                    | Azerbaigian                                                             | 1 – 1                                                                   | Bulgaria                                                                | Amichevole                                                              | -                                                                       | 75’                                                                     |
| 8-6-2024                                                                | Lubiana                                                                 | Slovenia                                                                | 1 – 1                                                                   | Bulgaria                                                                | Amichevole                                                              | -                                                                       | 61’                                                                     |
| 5-9-2024                                                                | Zalaegerszeg                                                            | Bielorussia                                                             | 0 – 0                                                                   | Bulgaria                                                                | UEFA Nations League 2024-2025 - 1º turno                                | -                                                                       | 77’                                                                     |
| 12-10-2024                                                              | Plovdiv                                                                 | Bulgaria                                                                | 0 – 0                                                                   | Lussemburgo                                                             | UEFA Nations League 2024-2025 - 1º turno                                | -                                                                       | 20’ 63’                                                                 |
| 15-10-2024                                                              | Belfast                                                                 | Irlanda del Nord                                                        | 5 – 0                                                                   | Bulgaria                                                                | UEFA Nations League 2024-2025 - 1º turno                                | -                                                                       | 46’                                                                     |
| 15-11-2024                                                              | Lussemburgo                                                             | Lussemburgo                                                             | 0 – 1                                                                   | Bulgaria                                                                | UEFA Nations League 2024-2025 - 1º turno                                | -                                                                       | 83’                                                                     |
| 18-11-2024                                                              | Sofia                                                                   | Bulgaria                                                                | 1 – 1                                                                   | Bielorussia                                                             | UEFA Nations League 2024-2025 - 1º turno                                | -                                                                       | 90+4’                                                                   |
| 23-3-2025                                                               | Dublino                                                                 | Irlanda                                                                 | 2 – 1                                                                   | Bulgaria                                                                | UEFA Nations League 2024-2025 - Play-off                                | 1                                                                       |                                                                         |
| Totale                                                                  |                                                                         | Presenze                                                                | 33                                                                      |                                                                         | Reti                                                                    | 2                                                                       |                                                                         |